# 清华大学城市规划系
清华大学城市规划系是清华大学建筑学院下属的一个系。

## 历史
- 1988年，在原建筑系的基础上成立建筑学院，下设建筑系和城市规划系以及若干专业研究所。
- 1998年，清华大学建筑学院城市规划与设计专业硕士教育以优秀级首批通过评估，开始授予城市规划硕士学位。